# Secretaria General del Tresor i Finançament Internacional
La Secretaria General del Tresor i Finançament Internacional (fins 2018 Secretaria General del Tresor i Política Financera) és un òrgan adscrit a la Secretaria d'Estat d'Economia i Suport a l'Empresa del Ministeri d'Economia i Empresa.

## Funcions
La Secretaria General exerceix les funcions que l'encomana l'article 3 del Reial decret 531/2017:
- L'estudi, proposta i gestió de les mesures de suport financer de caràcter excepcional que siguin adoptades, així com la gestió d'aquelles altres mesures que li siguin encomanades, en relació amb el Fons de Reestructuració Ordenada Bancària (FROB), la Facilitat Europea d'Estabilització Financera (FEEF), el Mecanisme Europeu d'Estabilització (MEDE) i la Junta Única de Resolució.
- La gestió dels registres oficials d'institucions, entitats i mercats financers que li estigui encomanada, la tramitació de les autoritzacions relatives a institucions, entitats i mercats financers, les funcions de gestió i control previ d'activitats als mercats financers que li estiguin atribuïdes, així com l'anàlisi i seguiment de l'evolució de les institucions i mercats financers i la proposta d'ordenació d'aquests.
- L'exercici de les funcions d'inspecció financera que li estiguin atribuïdes.
- La direcció, desenvolupament i ordenació de la política financera i l'elaboració i tramitació de les disposicions relatives a les entitats financeres i de crèdit, als comprats de valors, als sistemes i instruments de pagament, al règim de societats cotitzades i bon govern corporatiu i de defensa i protecció dels usuaris de serveis financers, així com a la prevenció del blanqueig de capitals i finançament del terrorisme, els moviments de capitals i transaccions econòmiques amb l'exterior, excepte les disposicions relatives a inversions exteriors, en aquest cas, correspondrà l'emissió d'informe preceptiu previ sobre la seva adequació a la normativa sobre l'activitat financera.
- La representació de l'Administració General de l'Estat en el Comitè Europeu Bancari, en el Comitè Europeu de Valors, en el Comitè Europeu de Conglomerats Financers i en els grups de treball que depenguin d'ells, així com en el Comitè de Mercats Financers i en el Comitè de Govern Corporatiu de l'Organització per a la Cooperació i el Desenvolupament Econòmic, i en els Comitès Tècnics de la Unió Europea, o d'altres organitzacions o conferències internacionals en matèria d'entitats de crèdit, mercats financers, institucions d'inversió col·lectiva i altres matèries financeres en el marc de competències d'aquesta Secretaria General del Tresor i Política Financera.
- La recerca i inspecció que resultin necessàries per prevenir i corregir les infraccions de les normes sobre règim jurídic de moviments de capitals i transaccions econòmiques amb l'exterior. La iniciació i tramitació d'expedients sancionadors en matèria de moviments de capitals i transaccions econòmiques amb l'exterior en el marc de les competències que estableix la Llei 19/2003, de 4 de juliol, sobre règim jurídic dels moviments de capitals i de les transaccions econòmiques amb l'exterior i sobre determinades mesures de prevenció del blanqueig de capitals. Les competències relatives a les obligacions de bloqueig, congelació o immobilització de recursos econòmics i altres referents a transferències de fons, derivades de sancions financeres i mesures restrictives aprovades per la Unió Europea o per organismes internacionals en els quals Espanya en formi part.
- Les competències de prevenció del blanqueig de capitals i del finançament del terrorisme establertes en la Llei 10/2010, de 28 d'abril, de prevenció del blanqueig de capitals i del finançament del terrorisme, i, en particular, l'exercici de les funcions de Secretaria de la Comissió de Prevenció del Blanqueig de Capitals i Infraccions Monetàries, així com la coordinació de la representació del Regne d'Espanya en els fòrums internacionals de prevenció del blanqueig de capitals i finançament del terrorisme.
- La coordinació i la representació del Regne d'Espanya en el Comitè Econòmic i Financer de la Unió Europea i en els seus grups de treball, participant en els treballs del Consell d'Afers Econòmics i Financers de la Unió Europea (Consell ECOFIN) i del Eurogrup; així com la preparació, coordinació i representació dels interessos espanyols en el Fòrum de Diàleg Econòmic Àsia-Europa (ASEM). Així mateix, li correspondrà la representació externa de l'euro en els fòrums internacionals.
- La representació de la Administració General de l'Estat en el Comitè de Serveis Financers de la Unió Europea i en els seus grups de treball, així com l'impuls de la cooperació entre les autoritats competents en matèria d'estabilitat financera en el marc del Comitè d'Estabilitat Financera i la representació de l'Administració General de l'Estat en el Consell d'Estabilitat Financera (FSB) i en els seus grups de treball.
- L'elaboració de convenis monetaris amb tercers països, excepte aquells relacionats amb la gestió del deute que l'Estat espanyol ostenta com a creditor, i els aspectes monetaris relacionats amb la Unió Monetària.
- La representació permanent del Regne d'Espanya i la coordinació en matèria de política econòmica i financera davant el Fons Monetari Internacional, així com la definició de la posició espanyola en aquesta Institució i la negociació, tramitació i gestió d'aportacions a fons fiduciaris en la mateixa. Així mateix, l'anàlisi i seguiment de la situació internacional quant al sistema financer internacional, a les necessitats internacionals de finançament i a l'arquitectura financera internacional. Igualment, li correspon la representació del Regne d'Espanya en el G20 i els seus grups de treball dins del circuit d'economia i finances.
- El seguiment i anàlisi de l'evolució dels mercats financers nacionals i internacionals, incloent l'elaboració d'informes periòdics.
- El seguiment del compliment dels objectius generals de la Societat de Gestió d'Actius Procedents de la Reestructuració Bancària, SA (SAREB).

## Estructura
De la Secretaria General depenen els següents òrgans:
- Direcció general del Tresor i Política Financera.
- Subdirecció General de Legislació i Política Financera.
- Subdirecció General d'Assumptes Econòmics i Financers de la Unió Europea.
- Subdirecció General d'Inspecció i Control de Moviments de Capitals.
- Subdirecció General d'Anàlisi Estratègica i Sistema Financer Internacional.
- Gabinet Tècnic.
- Advocacia de l'Estat en el departament.
- Intervenció Delegada de la Intervenció General de l'Administració de l'Estat en el departament.

## Llista de Secretaris Generals
- Secretari General del Tresor i Finançament Internacional
  - Carlos San Basilio Pardo (2018-)
- Secretària General del Tresor i Política Financera
  - Emma Navarro Aguilera (2016-2018)
  - Rosa María Sánchez-Yebra Alonso (2014-2016)
  - Íñigo Fernández de Mesa Vargas (2011-2014)
- Secretari General de Política Econòmica i Economia Internacional
  - Ángel Torres Torres (2008-2011)
- Secretari General de Política Econòmica i Defensa de la Competència
  - Ángel Torres Torres (2006-2008)
  - Luis de Guindos Jurado (2000-2002)
- Secretari General d'Economia Internacional i Competència
  - José Juan Ruiz Gómez (1991-1993)
- Secretaria General d'Economia i Planificació.
  - Pedro Pérez Fernández (1986)
  - Miguel Muñiz de las Cuevas (1982-1986)